# Dieter Baumann
Dieter Baumann (* 9. února 1965, Blaubeuren) je německý atlet, běžec na dlouhé tratě, olympijský vítěz v běhu na 5000 metrů v roce 1992.
Patřil k nemnoha evropským běžcům v 90. letech 20. století, kteří dokázali úspěšně soupeřit s africkými běžci na tratích od 1500 do 10 000 metrů. Jeho prvním mezinárodním úspěchem byla stříbrná medaile na halovém mistrovství Evropy v roce 1987 v běhu na 3000 metrů. Rovněž na druhém místě doběhl v olympijském finále běhu na 5000 metrů na olympiádě v Soulu v roce 1988.
Jeho životním úspěchem se stalo vítězství v běhu na 5000 metrů na olympijských hrách v Barceloně v roce 1992. O dva roky později se v Helsinkách stal v této disciplíně mistrem Evropy.
Na konci devadesátých let se jeho hlavní disciplínou stal běh na 10 000 metrů. Na evropských šampionátech v letech 1998 a 2002 získal vždy stříbrnou medaili.
V roce 1999 byl při dopingové kontrole pozitivně testován na nandrolon, takže kvůli zákazu činnosti nemohl startovat na olympiádě v Sydney v roce 2000.

## Osobní rekordy
- 1500 metrů – 3:33,51 (1997)
- 3000 metrů – 7:30,50 (1998)
- 5000 metrů – 12:54,70 (1997)
- 10 000 metrů – 27:21,53 (1997)